# Duren (Tengaran)
Duren is een bestuurslaag in het regentschap Semarang van de provincie Midden-Java, Indonesië. Duren telt 4357 inwoners (volkstelling 2010).